# Liste der Grenzorte in Nordmazedonien
Diese Liste der Grenzorte in Nordmazedonien soll im Uhrzeigersinn alle Orte in Nordmazedonien auflisten, deren Ortsgrenze beziehungsweise Gemeindegrenze Teil der Landesgrenze ist.

## Serbien(von West nach Ost)
- Lipkovo
- Kumanovo
- Staro Nagoričane
- Rankovce
- Kriva Palanka

## Bulgarien(von Nord nach Süd)
- Kriva Palanka
- Makedonska Kamenica
- Delčevo
- Pehčevo
- Berovo
- Novo Selo

## Griechenland(von Ost nach West)
- Novo Selo
- Strumica
- Valandovo
- Star Dojran
- Bogdanci
- Gevgelija
- Kavadarci
- Prilep
- Novaci
- Bitola
- Resen

## Albanien(von Süd nach Nord)
- Resen
- Ohrid
- Struga
- Vevčani
- Centar Župa
- Debar
- Mavrovo und Rostuša
- Gostivar

## Kosovo(von West nach Ost)
- Gostivar
- Vrapčište
- Bogovinje
- Tetovo
- Tearce
- Jegunovce
- Skopje
- Čučer-Sandevo
- Lipkovo